# بروخن
بروخن هي بلدية في district of Viersen، في شمال الراين-وستفاليا، ألمانيا. تقع على الحدود مع هولندا، على نهر Schwalm، تقريباً 15 كم جنوب فينلو و12 كم من وسط رورموند و20 كم شمال غرب مونشنغلادباخ.

## المناخ
يظهر الجدول التالي التغييرات المناخية على مدار السنة لبروخن:
| البيانات المناخية لـبروخن         | البيانات المناخية لـبروخن | البيانات المناخية لـبروخن | البيانات المناخية لـبروخن | البيانات المناخية لـبروخن | البيانات المناخية لـبروخن | البيانات المناخية لـبروخن | البيانات المناخية لـبروخن | البيانات المناخية لـبروخن | البيانات المناخية لـبروخن | البيانات المناخية لـبروخن | البيانات المناخية لـبروخن | البيانات المناخية لـبروخن | البيانات المناخية لـبروخن |
| الشهر                             | يناير                     | فبراير                    | مارس                      | أبريل                     | مايو                      | يونيو                     | يوليو                     | أغسطس                     | سبتمبر                    | أكتوبر                    | نوفمبر                    | ديسمبر                    | المعدل السنوي             |
| --------------------------------- | ------------------------- | ------------------------- | ------------------------- | ------------------------- | ------------------------- | ------------------------- | ------------------------- | ------------------------- | ------------------------- | ------------------------- | ------------------------- | ------------------------- | ------------------------- |
| متوسط درجة الحرارة الكبرى °م (°ف) | 4 (39)                    | 5 (41)                    | 9 (49)                    | 13 (56)                   | 17 (63)                   | 21 (69)                   | 22 (72)                   | 22 (71)                   | 19 (66)                   | 14 (58)                   | 8 (47)                    | 6 (42)                    | 13 (56)                   |
| متوسط درجة الحرارة الصغرى °م (°ف) | 0 (32)                    | −1 (31)                   | 2 (36)                    | 4 (40)                    | 8 (46)                    | 11 (52)                   | 13 (56)                   | 13 (55)                   | 11 (52)                   | 7 (45)                    | 4 (39)                    | 2 (36)                    | 6 (43)                    |
| الهطول مم (إنش)                   | 64 (2.5)                  | 56 (2.2)                  | 43 (1.7)                  | 46 (1.8)                  | 64 (2.5)                  | 69 (2.7)                  | 84 (3.3)                  | 84 (3.3)                  | 76 (3)                    | 46 (1.8)                  | 64 (2.5)                  | 64 (2.5)                  | 760 (29.8)                |
| المصدر: Weatherbase               |                           |                           |                           |                           |                           |                           |                           |                           |                           |                           |                           |                           |                           |